# Avraham Yeshayahu Karelitz
Avrohom Yeshaya Karelitz, noto anche col nome della sua opera magna Chazon Ish (Kosava, 7 novembre 1878 – Bnei Brak, 24 ottobre 1953), è stato un rabbino e teologo israeliano, studioso ortodosso Haredi, diventato in seguito uno dei leader dell'ebraismo Haredi in Israele, dove passò i suoi ultimi 20 anni.

## Biografia
Figlio di Reb Shmaryahu Yosef Karelitz, il Rav di Kosava, a 20 anni Karelitz fu mandato a studiare presso Rabbi Chaim Soloveitchik di Brisk. Dopo due anni ritornò a casa e continuò la sua educazione con suo padre, che era il capo del Beth din (Tribunale ebraico) locale. Si sposò con Bashe Bei. Aveva un fratello, Reb Meir Karelitz, e una sorella, Miriam, che in seguito sposò il posek Yaakov Kanievsky, noto anche come il "Gaon Steipler", importante studioso della Torah.
Karelitz si trasferì a Vilna (Vilnius) verso il 1920 e diventò amico di Rabbi Chaim Ozer Grodzinski, consultandosi con lui in tutti gli affari religiosi e comunitari. Incoraggiato da Grodzinski e con l'assistenza del Rabbino Abraham Isaac Kook, nel 1933 il Chazon Ish si stabilì nel Mandato britannico della Palestina. La sua casa a Bnei Brak, una cittadina vicina a Tel Aviv, diventò la base di seguaci che cercavano i suoi consigli e la sua saggezza.
Rabbi Karelitz dedicò tutta la vita allo studio della Torah, acquisendo inoltre profonda conoscenza di discipline scientifiche secolari come l'astronomia, anatomia, matematica e botanica. Dopo essersi sposato, condusse una vita estremamente modesta, con sua moglie che provvedeva alle sue necessità mentre egli passava giorni e notti a studiare la Torah e le Letteratura rabbinica classica.

## Influenze
Sebbene non avesse nessuna posizione ufficiale, tuttavia il Chazon Ish divenne un'autorità mondiale su numerose materie che riguardavano la legge e la vita ebraiche. Non fu nominato mai leader comunitario, e nonostante ciò le sue idee e decisioni influenzarono vita e istituzioni religiose dell'ebraismo, specialmente in Israele. Non pubblicò molti responsa, ma ricevette comunque il riconoscimento quale autorità massima nell'ambito della Halakhah.
Rifiutò di partecipare a qualsiasi movimento politico-religioso prima e durante la formazione dello Stato di Israele nel 1948. Eppure, ha avuto un'influenza enorme sull'ebraismo Haredi in Israele, il cui periodo formativo coincise coi suoi anni in Israele.
Tra i suoi studenti c'erano i leader ultraortodossi, suo nipote Haim Kanievsky e Meir Zvi Bergman. Archiviato il 23 settembre 2015 in Internet Archive.
Quale riconoscimento della sua profonda conoscenza, saggezza e interesse in molte discipline e aree di studio, molti cercarono i suoi consigli e pareri in problemi politici e sociali. David Ben-Gurion, il Primo Ministro di Israele, e Itzhak Ben-Zvi, che divenne il secondo Presidente dello Stato di Israele, lo visitarono per discutere di problematiche religiose e politiche. Si narra la storia che il Chazon Ish asseriva che la comunità secolare dovesse rimettersi alle decisioni della comunità religiosa. Usava la discussione talmudica ("Sanhedrin" 32b) con la metafora dei due cammelli che si incrociavano su uno stretto passo di montagna: il cammello senza carichi doveva lasciar la precedenza a quello carico; in modo simile, il Chazon Ish affermava che la società secolare doveva affidarsi alla società religiosa, che "trasportava i carichi" della tradizione.

## Opere
Nel 1911 pubblicò il suo primo lavoro sull'Orach Chayim e altre parti dello Shulchan Aruch a Vilna, anonimamente col titolo di Chazon Ish, che significa "Visione dell'Uomo", la parola "Ish" che allude alle prime lettere dei suoi due nomi, un titolo che poi venne usato per identificare Karelitz stesso.
Sebbene fosse principalmente uno studioso accademico, spesso si dedicò a problemi pratici, occupando molto del suo tempo nel rafforzamento della vita religiosa e delle istituzioni. Le sue decisioni sull'uso della macchina mungitrice di Shabbat e della coltivazione idroponica durante l'Anno sabbatico sono due esempi del suo approccio pratico. Egli scrisse oltre 40 libri in una lingua ebraica chiara e precisa, con stile rifinito ed elegante.